# سی-جس انترتینمنت
سی-جس اینترتینمنت (انگلیسی: C-JeS Entertainment) یک شرکت پخش سرگرمی فیلم کره ای است.